# نووه کوتکوویتسه
نووه کوتکوویتسه (به لاتین: Nowe Kotkowice) یک روستا در لهستان است که در گمینا گووگووک واقع شده‌است.